# Kanakono
Kanokono este o comună din regiunea Savanes, Coasta de Fildeș.